# Puente Viejo (Talavera la Real)
El Puente Viejo es un puente de la localidad española de Talavera la Real, en la provincia de Badajoz.

## Descripción
El puente cruza el Río Albuera, en la localidad pacense de Talavera la Real, en Extremadura. Denominado tanto «puente viejo» como «puente romano», está construido con ladrillo y sillería. Tiene bóvedas escarzanas y de medio punto, y sus tímpanos son macizos. El puente tiene una longitud de 61 m y una altura de 4 m. La obra es de posible origen medieval, pudiendo haber sido reutilizados sillares romanos en su construcción. Se localiza frente a la iglesia parroquial, en la orilla de enfrente. El puente fue muy dañado por las guerras con Portugal en el siglo XVII. Tuvo originalmente cinco vanos, pero actualmente sólo conserva tres, cubriendo los desaparecidos una pasarela de metal, datable aproximadamente en 1911. Todo el puente se encuentra en muy mal estado. Según el Inventario de Puentes de Extremadura (IPEX), el puente Viejo se fecharía cronológicamente en el siglo XVIII, sin embargo, que aunque el grueso del puente pudiera fecharse en este siglo, gran parte de la estructura sería más antigua.
El 9 de agosto de 2017 se incoó expediente para su inclusión en el Inventario del Patrimonio Histórico y Cultural de Extremadura, como bien inventariado.